# 徐可
徐可（英語：Kelly Xu；1995年—），江蘇南京人，倫敦大學學院碩士，2014年开始区块链创业，开发“基于认知盈余的价值社交平台，后开发基于图形学算法的区块链游戏Cryptodogs（创世狗）”。
2017年，因創建區塊鏈社交網絡而引起關注。
2018年成为福布斯全球杂志人物，2019年入选《2019胡润Under30s创业领袖》。

## 生平
在江蘇南京出生長大。初中在南京外国语学校，高中就读于美国Montverde Academy，大学考取了美国加州大学河滨分校。2011年考入英國考文垂大學（Coventry University），在2013年以交換生到加利福尼亞州河濱大學學習，後續在倫敦大學學院（University College London）學習宏觀經濟學和環球商業管理。
2014年，創立區塊鏈社交金融平台，国内首款基于认知盈余的价值社交应用。在平台里，用户既可以在线发布任务，通过支付报酬获取帮助，也可以查看并获取附近任务，利用自己的技能完成任务或得到相应报酬。该平台登上苹果App Store社交板块排行第6名，总用户数量超过百万。
2015年底，参加北京卫视的《我是独角兽》节目，获得紫牛基金创始人、猎豹移动CEO傅盛的认可。
2016年，在北京創立了Nome Lab，之後建立了區塊鏈社交網絡，分布式社交网络是一款基于区块链技术，为用户搭建人与人之间新的关系链，创造新型全球多人实时互动社交环境的社交平台。
2017年8月，徐可带领团队打造了一款基于区块链技术的产品——创世狗(Cryptodogs)。
2018年，徐可成为福布斯全球杂志人物。
2019年，入选《2019胡润Under30s创业领袖》。

## 社会活动
2018年6月8日，ONO创始人徐可与雄岸基金代表杨琼琼、KIP投资副总裁崔虎，共同签约千万美金A轮融资。融资资金将主要用于ONO生态建设及ONO DAPP产品技术能力升级、国际版上线后全球化战略启动等领域。

## 荣誉
- 2018福布斯全球杂志人物
- 2019胡润Under30s创业领袖[3]

## 外部連結
- 徐可的新浪微博
- 徐可的X（前Twitter）